# Aleksandr Wybornow
Aleksandr Iwanowicz Wybornow (ros. Александр Иванович Выборнов, ur. 17 września 1921 w Kaszyrze, zm. 31 października 2015 w Moskwie) – radziecki lotnik wojskowy, generał porucznik lotnictwa, Bohater Związku Radzieckiego (1945).

## Życiorys
Do 1938 skończył 10 klas szkoły w Kaszyrze, w latach 1937–1938 uczył się w aeroklubie, a 1938–1939 w technikum kultury fizycznej w Smoleńsku, w 1939 ukończył smoleński aeroklub. Od grudnia 1939 służył w Armii Czerwonej, w grudniu 1940 ukończył Czugujewską Wojskową Szkołę Lotniczą i został lotnikiem-instruktorem, po ataku Niemiec na ZSRR został wraz ze szkołą ewakuowany do Szymkentu. Od października 1942 uczestniczył w wojnie z Niemcami jako lotnik, starszy lotnik i dowódca klucza, od października 1942 do marca 1943 walczył na Froncie Kalinińskim, od lipca do października 1943 Woroneskim, a od października do grudnia 1943 1 Ukraińskim, brał udział w operacji wielkołuckiej, bitwie pod Kurskiem, operacji biełgorodzko-charkowskiej i sumsko-pryłuckiej, bitwie o Dniepr i operacji kijowskiej. W kwietniu 1944 ukończył lotnicze kursy doskonalenia kadry dowódczej w Lipiecku, od kwietnia 1944 do maja 1945 był pomocnikiem dowódcy pułku i dowódcą eskadry 728 lotniczego pułku myśliwskiego 1 Frontu Ukraińskiego, uczestniczył w operacji lwowsko-sandomierskiej, sandomiersko-śląskiej, dolnośląskiej, górnośląskiej, berlińskiej i praskiej. Podczas wojny wykonał 236 lotów bojowych i stoczył 57 walk powietrznych, w których strącił 21 samolotów wroga.
Po wojnie dowodził eskadrą w Centralnej Grupie Wojsk w Austrii i w Taurydzkim Okręgu Wojskowym, w 1954 ukończył Akademię Wojskowo-Powietrzną w Monino, następnie był zastępcą dowódcy i 1955-1958 dowódcą 330 samodzielnego pułku lotniczego w Północnej Grupie Wojsk w Chojnie. Od stycznia 1958 był zastępcą dowódcy, od maja do września 1958 I zastępcą dowódcy, a od września 1958 do czerwca 1962 dowódcą 26 Lotniczej Dywizji Myśliwskiej w Pietrozawodsku, następnie od czerwca 1962 do listopada 1965 dowódcą 5 Dywizji Obrony Przeciwlotniczej w Pietrozawodsku. Od listopada 1965 do listopada 1970 był szefem Przysposobienia Wojskowego Lotnictwa Obrony Przeciwlotniczej, od października do grudnia 1967 był doradcą ds. lotnictwa obrony przeciwlotniczej w Egipcie, a 1970-1980 inspektorem w Inspekcji Sił Wojskowo-Powietrznych Głównej Inspekcji Ministerstwa Obrony ZSRR, następnie przeszedł do rezerwy. Później pracował jako prorektor Moskiewskiego Instytutu Fizyczno-Technicznego i od 1983 szef Działu Kadr i pomocnik rektora Moskiewskiego Instytutu Chemiczno-Technologicznego/Rosyjskiego Uniwersytetu Chemiczno-Technologicznego, a 2006-2012 pomocnik prezesa tego uniwersytetu. W 1973 otrzymał honorowe obywatelstwo Kaszyry.

## Awanse
- sierżant (grudzień 1940)
- młodszy porucznik (5 maja 1943)
- porucznik (10 października 1943)
- starszy porucznik (21 lipca 1944)
- kapitan (4 kwietnia 1945)
- starszy porucznik (31 maja 1947; degradacja)
- kapitan (8 stycznia 1949)
- major (30 kwietnia 1951)
- podpułkownik (10 maja 1954)
- pułkownik (18 kwietnia 1957)
- generał major lotnictwa (22 lutego 1963)
- generał porucznik lotnictwa (25 kwietnia 1975)

## Odznaczenia
- Złota Gwiazda Bohatera Związku Radzieckiego (27 czerwca 1945)
- Order Lenina (27 czerwca 1945)
- Order Czerwonego Sztandaru (czterokrotnie - 22 października 1943, 22 października 1944, 29 kwietnia 1957 i 22 lutego 1968)
- Order Aleksandra Newskiego (18 maja 1945)
- Order Wojny Ojczyźnianej I klasy (trzykrotnie - 14 października 1943, 8 marca 1945 i 11 marca 1985)
- Order Czerwonej Gwiazdy (dwukrotnie - 26 października 1955 i 14 maja 1956)
- Order „Za służbę Ojczyźnie w Siłach Zbrojnych ZSRR” III klasy (30 kwietnia 1975)
- Medal „Za zasługi bojowe” (dwukrotnie - 9 lutego 1943 i 15 listopada 1950)
- Medal „Za obronę Moskwy”
- Medal „Za obronę Kijowa”
- Medal „Za zwycięstwo nad Niemcami w Wielkiej Wojnie Ojczyźnianej 1941–1945”
- Medal „Za wyzwolenie Warszawy”
- Medal „Za wyzwolenie Pragi”
- Medal „Za zdobycie Berlina”
- Złoty Krzyż Zasługi (PRL, 6 października 1973)
- Order Bohdana Chmielnickiego II klasy (Ukraina)

I inne.